# サスケハナ川
サスケハナ川（サスケハナがわ、サスクェハナがわ、Susquehanna River [ˌsʌskwəˈhænə, ˌsʌskwɪˈhænə]）は、アメリカ合衆国北東部を流れる河川。長さは715キロメートルで、東海岸では最も長く、全米でも16番目の長さである。流域はニューヨーク、ペンシルベニア、メリーランドの3州にまたがり、その面積は7万1225平方キロメートルである。河岸にはペンシルベニア州の州都ハリスバーグやウィルクスバリ、ニューヨーク州ビンガムトンなどの都市が立地している。
サスケハナ川は、上流域では北支流と西支流に分かれているが、通常はニューヨーク州中東部のオチゴ湖を水源とし、ペンシルベニア州北東部を流れる北支流のほうが本流として見られている。北支流よりも短い西支流はペンシルベニア州西部、アルトゥーナの西約30キロメートルに位置するカンブリア郡キャロルタウンに端を発し、アルゲイニー台地上の農村地帯からウィリアムズポートの市街地を流れ、同州中央部のノーサンバーランド付近で北支流と合流する。合流した2本の川は刻まれた谷間をジグザグに流れながらアルゲイニー山脈を横切り、ペンシルベニア州南部からメリーランド州北東部へと南下し、チェサピーク湾最奥部の入り江に注ぐ。

## 流路

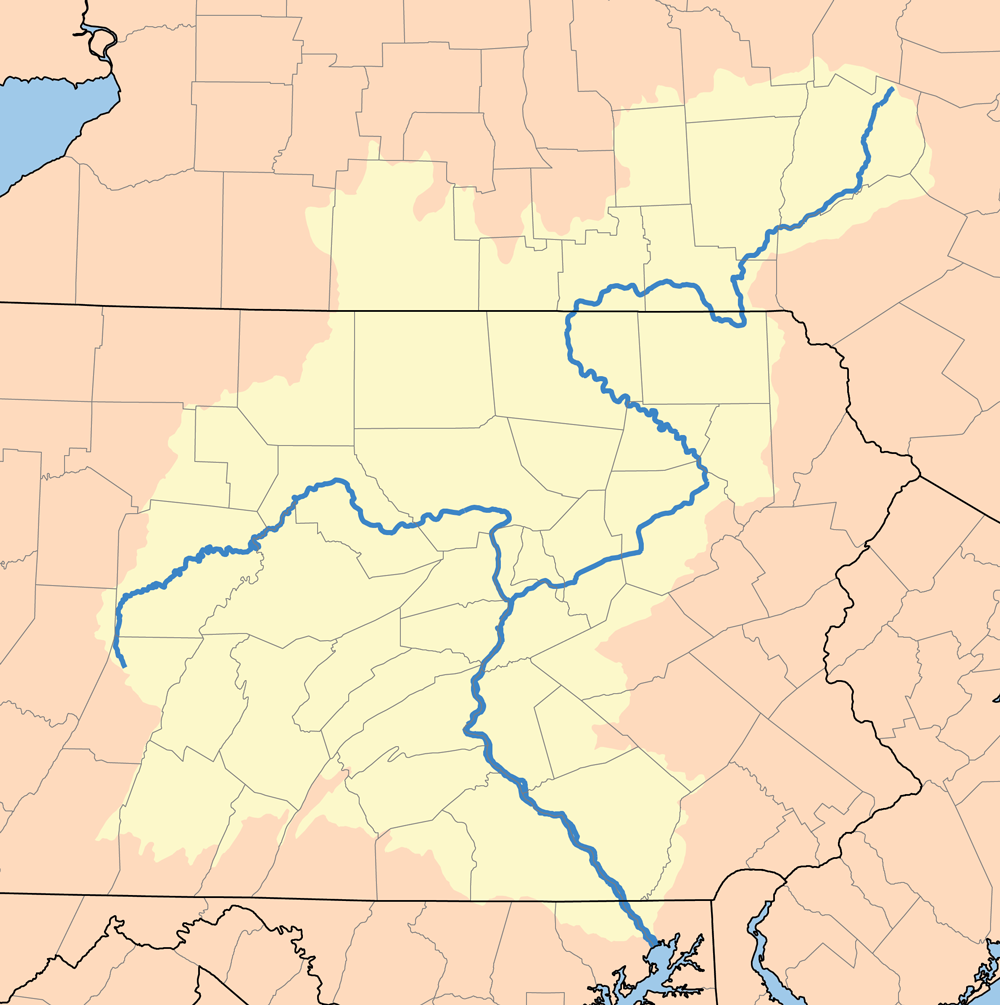
サスケハナ川の流路と流域

サスケハナ川の北支流はニューヨーク州中東部、クーパーズタウンのオチゴ湖を水源とし、酪農地帯を西南西へ流れてシドニーでアナディラ川と、またビンガムトンのダウンタウンでチェナンゴ川と合流する。州境を超えてすぐ、ペンシルベニア州北部のブラッドフォード郡アセンズ・タウンシップでは、北西から流れてくるチェムング川と合流する。アルゲイニー台地上を流れてスクラントンの南西でラッカワナ川と合流し、流路を南西へ変える。ノーサンバーランドではアルゲイニー台地上、アルゲイニー山脈の北麓を流れてきた西支流と合流する。
北支流と西支流との合流点を過ぎ、1本の本流となるとサスケハナ川は谷を刻みながらアルゲイニー山脈を横切り、南下していく。ブルー山地に刻まれた峡谷を過ぎると、川はその幅を広げ、やがてハリスバーグへと達する。ハリスバーグ付近では川幅は1マイル（約1.6キロメートル）に広がっている。ハリスバーグを過ぎると川はペンシルベニア州南中部を南東へと流れ、スリーマイル島を通り、ボルチモアの北東約50キロメートルで州境を超えてメリーランド州へと入る。サスケハナ川はチェサピーク湾の最奥に立地する都市ハバディグレイスでチェサピーク湾に注ぐ。河口には1827年に設置されたコンコード・ポイント灯台が建っている。

## 地質学的見地
地質学的には、サスケハナ川の形成は極めて古く、アルゲイニー山脈が形成される以前、新生代初期にさかのぼるとされている。ハドソン川、デラウェア川やポトマック川と同様、サスケハナ川下流域の平野は中生代には既に形成されていた。最終氷期が終わる前には、サスケハナ川は現在よりもはるかに長かった。しかし、更新世の終わり頃にチェサピーク湾の水位が上がり、もとの河口付近は水没してリアス式海岸の溺れ谷となったため、サスケハナ川も現在の長さになった。

## 歴史

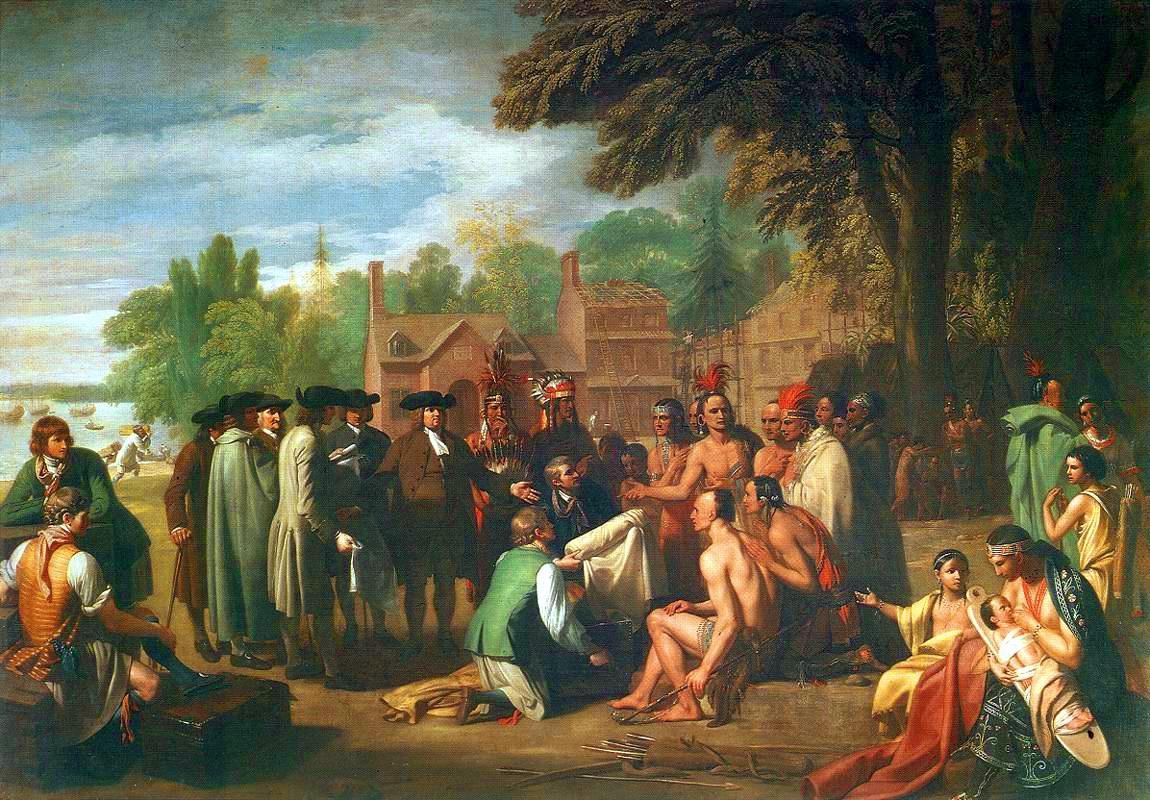
ウィリアム・ペンとレナペ族との土地交渉の様子が描かれた想像画

サスケハナ川はアメリカ合衆国の歴史において重要な役割を演じてきた。ヨーロッパ人が入植する以前は、流域にはネイティブ・アメリカンのサスケハナ族が住んでいた。サスケハナというこの川の名前はサスケハナ族にちなんでつけられた。地元の伝説では、このサスケハナという名はネイティブ・アメリカンの言語で「1マイルの幅、1フィートの深さ」を意味するものであったとされているが、アルゴンキン語族の言葉では単に「泥まみれの流れ」、もしくは「曲がりくねった流れ」という意味であった。
17世紀に入ると、デラウェア川流域を中心に住みついていたレナペ族がサスケハナ川流域をその居住地域の西端としていた。1682年には、ペンシルベニア植民地を創設したウィリアム・ペンがレナペ族と友好関係を結び、白人の入植地を創るためにレナペ族と交渉し、デラウェア川とサスケハナ川の間の土地を購入した。
| ジェームズ・クリントンのダムの碑（右は碑に埋め込まれている銘文） |  | ジェームズ・クリントンのダムの碑（右は碑に埋め込まれている銘文） |
| ジェームズ・クリントンのダムの碑（右は碑に埋め込まれている銘文） |  |                                                                  |

独立戦争中の1779年、大陸軍将軍ジェームズ・クリントンの隊はサスケハナ川の源流にダムを築いてオチゴ湖の水位を上昇させた後、ダムを壊して下流数マイルをあふれさせた。その後クリントン隊はサスケハナ川を下り、ティオガでジョン・サリバン将軍がペンシルベニア州イーストンから率いていた隊と合流した。クリントン・サリバンの合同隊は8月29日にニュータウンの戦いでロイヤリストとネイティブ・アメリカンの合同軍を破った。後にこの進軍は「サリバン・クリントンの出征」、もしくは「サリバンの遠征」と呼ばれるようになった。
南北戦争中、1863年のゲティスバーグ方面作戦では、北軍の少将ダライアス・コウチがサスケハナ方面軍を指揮し、南軍のロバート・E・リー率いる北バージニア軍がサスケハナ川を渡るのを阻止した。コウチはハリスバーグやライツビルに架かる橋やその近隣の砦に民兵を配置して守らせた。南軍はカンバーランド郡やヨーク郡の数ヶ所でサスケハナ河岸まで近づいたが、やがて6月29日にリーはサスケハナ川から軍を撤退させた。
また、末日聖徒イエス・キリスト教会の信徒にとっては、サスケハナ川は信仰上重要な川である。聖典の1つである「教義と聖約」の第13章によると、ジョセフ・スミス・ジュニアとオリバー・カウドリーは、1829年5月15日にペンシルベニア州ハーモニー付近のサスケハナ河岸で蘇生した洗礼者ヨハネからアロン神権を授かった、とされている。また、「教義と聖約」の第27章12項によると、ジョセフ・スミス・ジュニアとオリバー・カウドリーはアロン神権を授かってから間もなく、やはりサスケハナ河畔で、ペテロ、ヤコブ、ヨハネの3人の使徒からメルキゼデク神権を授かった、とされている。

## 交通

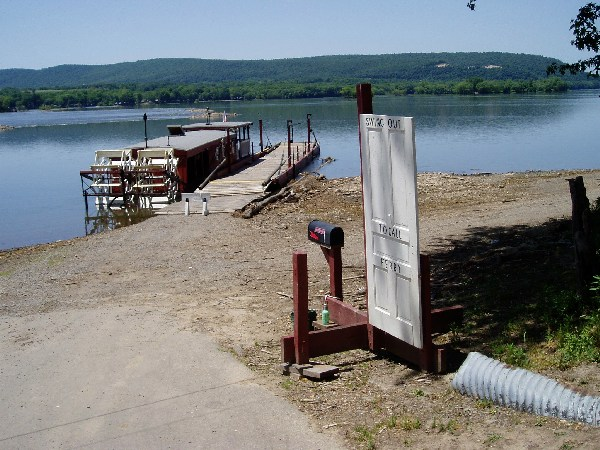
サスケハナ川に唯一残っているミラーズビルの渡し船

植民地時代の終わり頃、サスケハナ川上流の山岳地帯で無煙炭が発見されて以来、サスケハナ川は重要な交通手段として見られるようになった。1790年、ティモシー・マットラック、サミュエル・マクレー、ジョン・アドラムの3名はペンシルベニア州最高行政議会の命を受け、サスケハナ川上流を調査し、西支流とアレゲニー川とを水路で結ぶルートを探索した。1792年には、サスケハナ川とデラウェア川を結ぶユニオン運河の建設が提案された。
1818年にポート・デポジット橋が架けられるまでは、サスケハナ川は船でしか渡ることができず、北部と南部を分ける天然の境界となっていた。初期のダムは下流における渡し船の航行を補助するために設けられた。サスケハナ川には流れの急な箇所が多かったため、船舶は川を下ることはできても、上ることはできなかった。しかし1840年、ライツビルとハバー・デ・グレースを結ぶ全長69キロメートル、29ヶ所の閘門を有する閘門式運河、サスケハナ・アンド・タイドウォーター運河が完成し、船が川を上ることができるようになった。
やがて産業の発展が進むと、渡し船は橋に、運河は鉄道に取って代わられるようになった。今日では、サスケハナ川にはペンシルベニア鉄道のロックビル橋をはじめとする200以上の橋が架かり、渡し船はハリスバーグ北郊のミラーズビルに残っているもののみとなった。また、運河は廃止され、その遺構がハバー・デ・グレースなど各所で保存されているのみとなっている。

## 汚染
アメリカン・リバーズという環境グループは2005年、サスケハナ川の水質が酷い汚染に見舞われていることを取り上げ、「アメリカで最も危機に瀕している川」であると報じた。主な汚染源としては流域の農業に用いられている過剰な量の堆肥、農地の表面流出、都市や郊外における洪水による表面流出、および未処理・処理不十分な下水の垂れ流しが挙げられている。2003年の調査では、チェサピーク湾に流れ込む窒素の44 %、リンの21 %、堆積物の21 %がサスケハナ川1本から流れていることが判明した。2010年までにサスケハナ川流域の汚染が改善されない場合、ペンシルベニア州当局は環境保護庁 (EPA) による制裁を受ける可能性がある。サスケハナ川は1997年にEPAによってアメリカン・ヘリテージ・リバーの1つに指定されており、流域の環境改善にあたっては州に対して連邦政府より技術援助が受けられるようになっている。

## 自然・環境
河口周辺には、サスケハナ国立野生生物保護区が設置されている。